# 殷謙 (清朝)
殷謙，字吉六，贵州贵阳人，清朝政治人物，同進士出身。
同治七年（1868年）戊辰科進士，三甲三十六名，官順天北路同知。其孫植物生理學家殷宏章為中央研究院院士。